# Влада Вељковић
Влада Вељковић (Лесковац, 21. новембар 1953) је српски хемијски и биохемијски инжењер, академик и дописни члан састава Српске академије наука и уметности од 8. новембра 2018.

## Биографија
Као младић се интересовао за фудбал, али је због жеље оца завршио Хемијско-технолошку школу у Лесковцу, а затим је завршио основне студије као инжењер технологије на Технолошко-металуршком факултету Универзитета у Београду 1977. Магистар техничких наука постао је 1979, а докторат техничких наука одбранио 1985. године. Током школске 1985/86. године боравио је на Универзитету у Хјустону захваљујући Фулбрајтовој стипендији. Одслужио је војни рок, бавио се научним радом у оквиру Института за истраживање и развој ФХИ „Здравље” као њихов бивши стипендиста. Ради као редовни професор на Технолошком факултету у Лесковцу Универзитета у Нишу од 1995. Главни је и одговорни уредник Chemical Industry and Chemical Engineering Quarterly, члан је међународног одбора часописа Гласник хемичара, технолога и еколога Републике Српске Технолошког факултета Универзитета у Бањој Луци и члан је уредништва три домаћа часописа Acta Periodica Technologica, Recycling and Sustainable Development и Safety Engineering. Члан је Управног одбора Савеза хемијских инжењера Србије, редовни је члан Академије инжењерских наука Србије и заслужни је члан Српског хемијског друштва. Добитник је признање покрета „Науку младима СР Србије” за вишегодишњи допринос у раду и активностима 1989, повеље Заслужни члан Српског хемијског друштва за значајан допринос раду друштва 2005, шесте награде на такмичењу „Најбоља технолошка иновација Србије у категорији – реализована иновација” 2010, две сребрне медаље са ликом Николе Тесле за два проналаска на 31. Међународној изложби проналазака, нових технологија и индустријског дизајна „Проналазаштво – Београд 2011”, повеље Заједнице технолошких и металуршких факултета за изузетну посвећеност и допринос међуфакултетској сарадњи у областима високошколског образовања, науке и технолошког развоја 2017. и Октобарске награде, Медаље града Лесковца 2020. године. Има пет признатих патената.
Ожењен је, отац ћерке и сина.